# Micipsa
Micipsa (Numidia, ... – Numidia, 118 a.C.) è stato un sovrano berbero, re di Numidia.
Nelle iscrizioni libiche e quelle in punico il suo nome era scritto (senza indicazione di vocali) MKWSN: probabilmente doveva suonare pressappoco *Mikipwsan.
Figlio primogenito di Massinissa, alla morte di quest'ultimo (148 a.C.) salì al trono della Numidia unificata, ma su pressione del comandante militare romano Publio Cornelio Scipione Emiliano dovette spartirsi il regno con i fratelli Gulussa (sembra, il secondogenito, incaricato di dirigere l'esercito) e Mastanabale (incaricato della giustizia e dei rapporti con i vassalli). Tutti e tre dovevano essere già avanti con gli anni, visto che il padre era morto a più di 90 anni di età. Delle vicende dei fratelli minori poco si sa, sta di fatto che nel 139 a.C. Micipsa regnava solo sulla Numidia, come ricorda l'iscrizione che in tale data fece apporre al mausoleo di Massinissa a Dugga.
Sotto il regno di Micipsa i legami tra la Numidia e Roma rimasero molto stretti, e Micipsa appoggiò i Romani nella terza guerra punica contro il comune nemico Cartagine, in particolare nei combattimenti contro Viriato e contro Numanzia. In quest'ultima impresa si distinse per il suo valore il giovane Giugurta, figlio di Mastanabale che Massinissa aveva adottato alla morte di quest'ultimo. Sembra che questo invio del figlio adottivo in Spagna avesse lo scopo di allontanarlo dalla madrepatria, dove era molto popolare, ma il risultato fu che così Giugurta ebbe modo di intrecciare influenti relazioni nel campo romano.
Alla morte di Micipsa, nel 118 a.C., dopo trent'anni di regno, la Numidia venne ancora una volta spartita in tre, tra i suoi figli Iempsale e Aderbale ed il figlio adottivo Giugurta, che ben presto doveva entrare in conflitto con i fratellastri. Una tradizione riportata da Sallustio vuole che proprio presagendo la possibile rovina dello stato numida in seguito alla discordia tra i tre, Micipsa abbia rivolto loro l'ammonimento, passato alla storia in latino, concordia parvae res crescunt, discordia maximae dilabuntur "nell'armonia anche le piccole cose crescono, nel contrasto anche le più grandi svaniscono".
Notizie su Micipsa e sul suo regno ci vengono da diverse fonti, tra cui Appiano, Sallustio e Plutarco. Vi sono inoltre delle monete da lui coniate ed una medaglia incisa in punico, ritrovata a Iol (oggi Cherchell). Va segnalata ancora l'iscrizione funeraria in caratteri neo-punici ritrovata presso Iol che doveva trovarsi nel suo mausoleo, oggi conservata al Museo del Louvre (AO 5118), oggetto di molti studi tra cui KAI 161.